# Heronallenita
Heronallenita es un género de foraminífero bentónico de la familia Heronalleniidae, de la superfamilia Glabratelloidea, del suborden Rotaliina y del orden Rotaliida. Su especie tipo es Heronallenita striatospinata. Su rango cronoestratigráfico abarca el Holoceno.

## Discusión
Clasificaciones previas incluían Heronallenita en la familia Glabratellidae.

## Clasificación
Heronallenita incluye a las siguientes especies:
- Heronallenita chasteri
  - Heronallenita chasteri var. bispinosa
- Heronallenita dorsocostata
- Heronallenita striatospinata
- Heronallenita tricamerata

Otra especie considerada en Heronallenita es:
- Heronallenita nana, de posición genérica incierta